# Habenaria huberi
Habenaria huberi là một loài thực vật có hoa trong họ Lan. Loài này được Carnevali & G.Morillo mô tả khoa học đầu tiên năm 1983.